# Valse roos van Jericho
De Valse roos van Jericho (Selaginella lepidophylla), ook Onechte roos van Jericho genoemd is een plantje dat helemaal kan uitdrogen, jarenlang in die toestand kan blijven, en zich toch na toevoegen van water binnen enkele uren helemaal kan openvouwen en weer groen worden. Tot 20% van de droge massa bestaat uit de suiker trehalose, die macromoleculen kan stabiliseren en ze beschermt tegen de gevolgen van uitdrogen. 
De naam valse of onechte roos van Jericho dient ter onderscheiding van de "echte" roos van Jericho (Anastatica hierochuntica) of opstandingsplant, die soortgelijke eigenschappen vertoont. Een derde plant die vaak ten onrechte roos van Jericho wordt genoemd, is Pallenis hierochuntica (Michon) Greuter (= Asteriscus hierochunticus (Michon) Wiklund).

Ontluikende Selaginella lepidophylla (time-lapseperiode van drie uur)
Het ontvouwen van een valse roos van Jericho. In werkelijkheid duurde dit 1 1/2 uur.
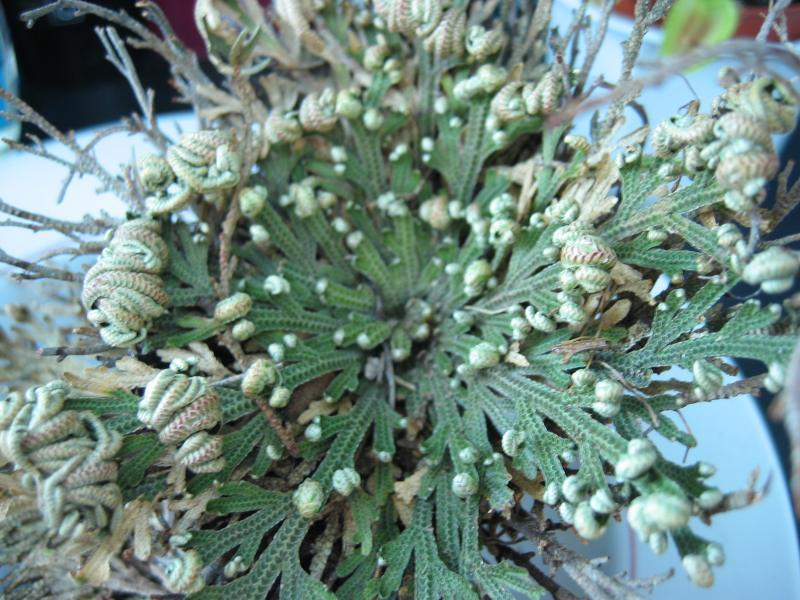
Roos van Jericho in ontvouwde toestand